# Kočvarův mlýn
Kočvarův mlýn v Lázních Kundratice u Osečné v okrese Liberec je vodní mlýn, který stojí v západní části obce na řece Ploučnice. Od roku 1995 je chráněn jako nemovitá kulturní památka České republiky.

## Historie
Mlýn je na kamenném portálu jižního průčelí budovy datován rokem 1799, patrová poloroubená budova je na klasicistním vstupním portálu datována do roku 1823.

## Popis
Mlýnice a dům jsou umístěné pod jednou střechou, ale dispozičně oddělené. Jednopatrová budova na půdorysu písmene L má ve vstupní části přízemí zděné, zbývající část přízemí a celé patro jsou roubené.
Voda na vodní kolo vedla náhonem z rybníka, z jehož přepadu bylo poháněno vodní kolo na vrchní vodu o průměru 6,25 metru a šířce 1,85 metru, umístěné v dřevěné přístavbě. Na lednici s vodním kolem situovanou při severozápadním průčelí přicházela voda vantroky (zasypané). Náhon vedl podél severního průčelí budovy mlýna jak podél části obytné tak hospodářské.
V roce 1930 měl mlýn 1 kolo na vrchní vodu (spád 3,8 m, výkon 3,16 m). Dochovaly se pískovcové mlecí kameny, válcová stolice s jedním párem hladkých válců v dřevěné skříni a rovinný dvouskříňový vysévač; mlecí kameny jsou použity v dláždění dvora.